# 1541 en science
| Années de la science : 1538 - 1539 - 1540 - 1541 - 1542 - 1543 - 1544    |
| Décennies de la science : 1510 - 1520 - 1530 - 1540 - 1550 - 1560 - 1570 |

Cet article présente les faits marquants de l'année 1541 en science.

## Événements
- 8 mai : l'explorateur espagnol Hernando de Soto découvre le Mississippi[1].
- 23 mai : départ de Saint-Malo de la troisième expédition de Jacques Cartier[2].

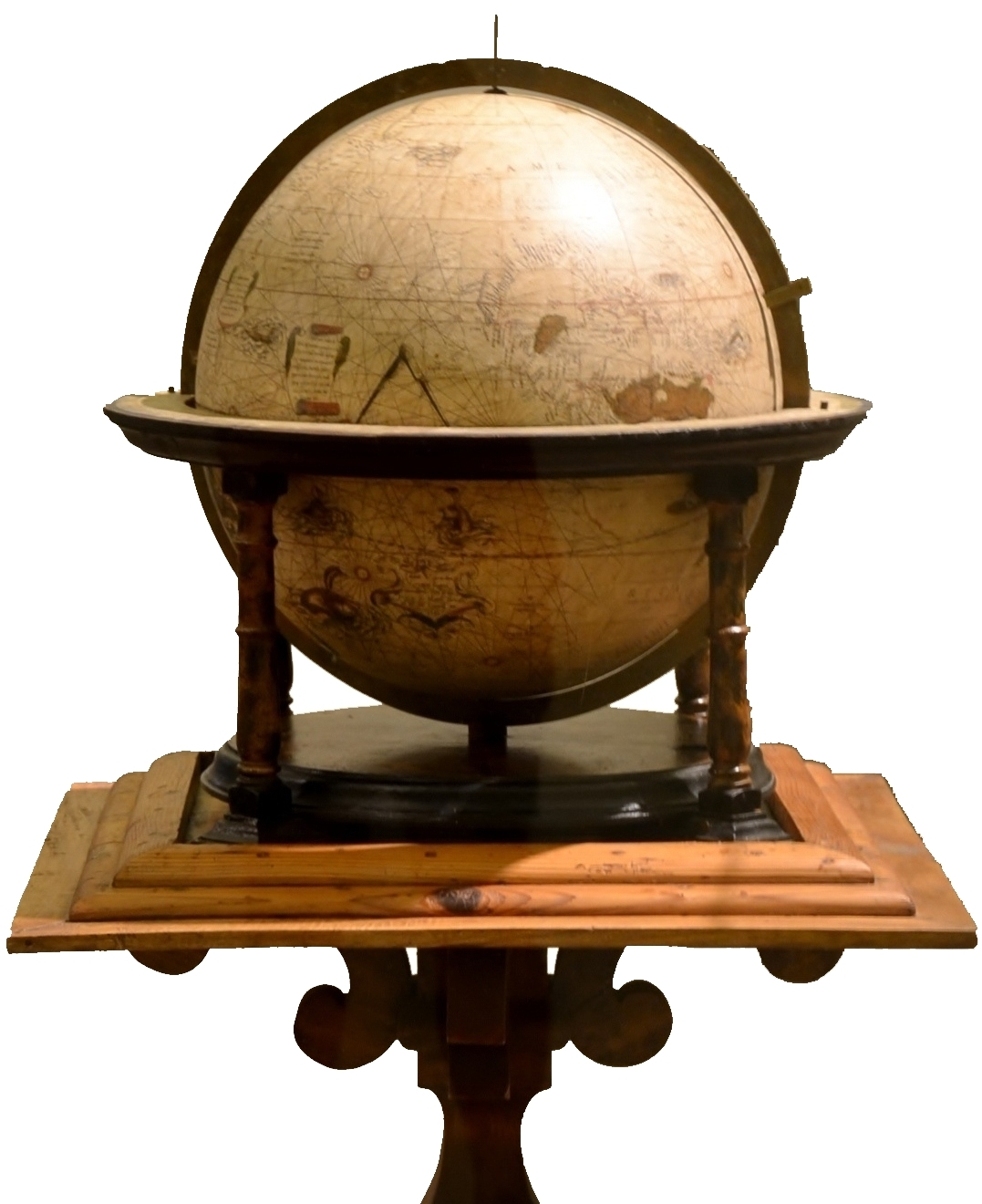
Globe de Mercator.

- Mercator réalise un globe terrestre à la demande de Charles Quint[3].

## Publications
- Georg Joachim Rheticus : Tabula chorographica auff Preussen und etliche umbliegende lender, 1541, Wittemberg ;
- Jacobus Sylvius : In Hippocratis et Galeni Physiologiae partem anatomicam isagoge, per Jacobum Sylvium Medicum, Christian Wechel, Jacob Gasell, 1541 ; Ægidium Gorbinum, Paris, 1561 ;
- André Vésale : Anatomicarum insitutionunm ex Galeni sententia, libri III .. His accesserunt Theophili Protospatarii, De corporis humani fabrica, libri V. Item Hippocratis Coi De medicates purgatories, libellus nunquam ante nostra tempora inlucem editus. Junio Paulo Crasso Patavino interprete. Lugduni (Lyon), 1541 (avec la coll.de Johann Guenther von Andernach).

## Naissances
- 12 décembre : Jean Bauhin (mort en 1612),  naturaliste d'origine française.

- David Gans (mort en 1613), penseur, mathématicien et astronome.
- Guðbrandur Þorláksson (mort en 1627), mathématicien, cartographe et évêque islandais.

## Décès

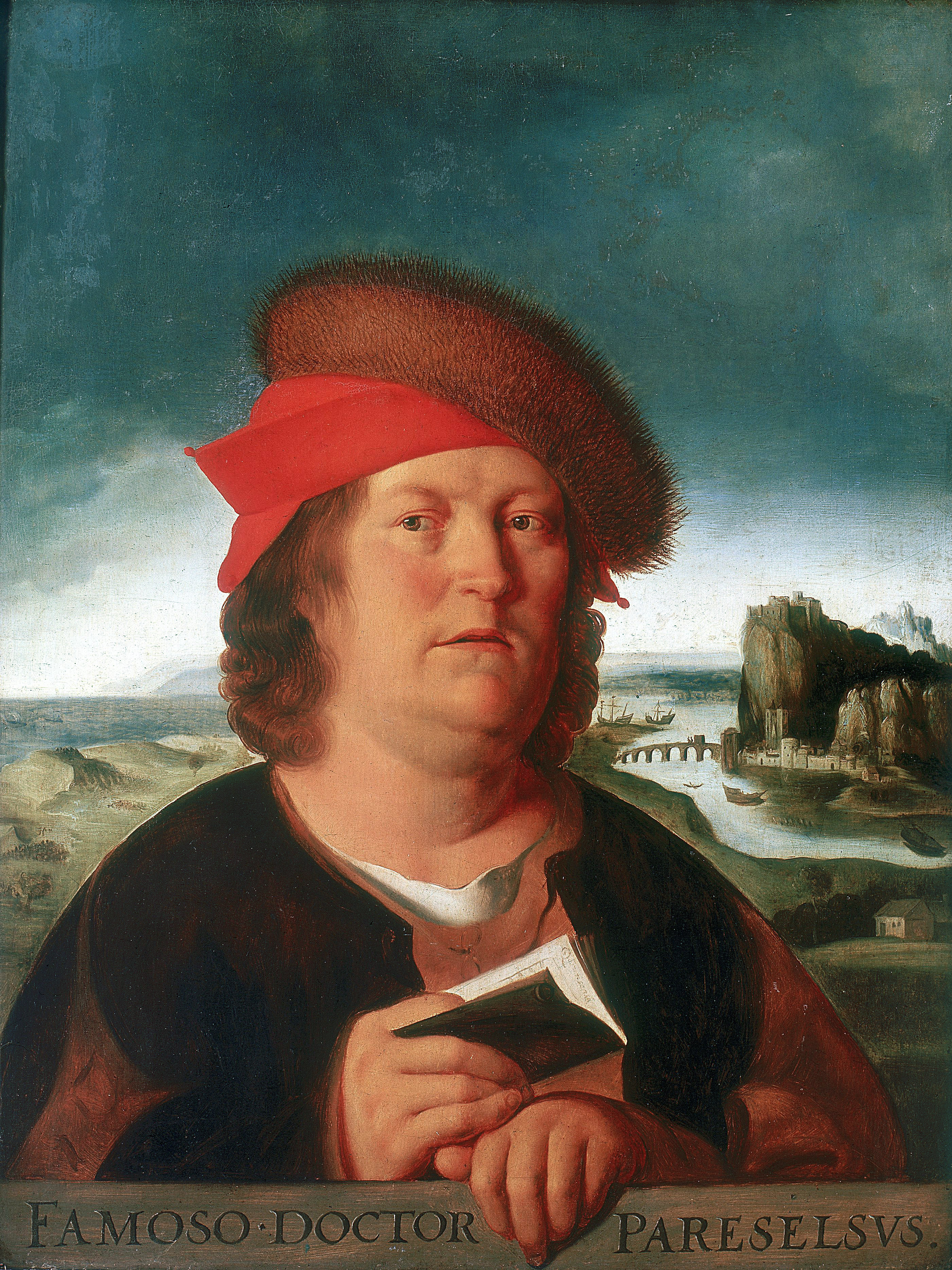
Paracelse

- 24 septembre : Paracelse (né vers 1493), alchimiste, astrologue et médecin suisse.
- Hernando de Alarcón (né en 1500), navigateur espagnol.